# 图勒凯尔姆难民营

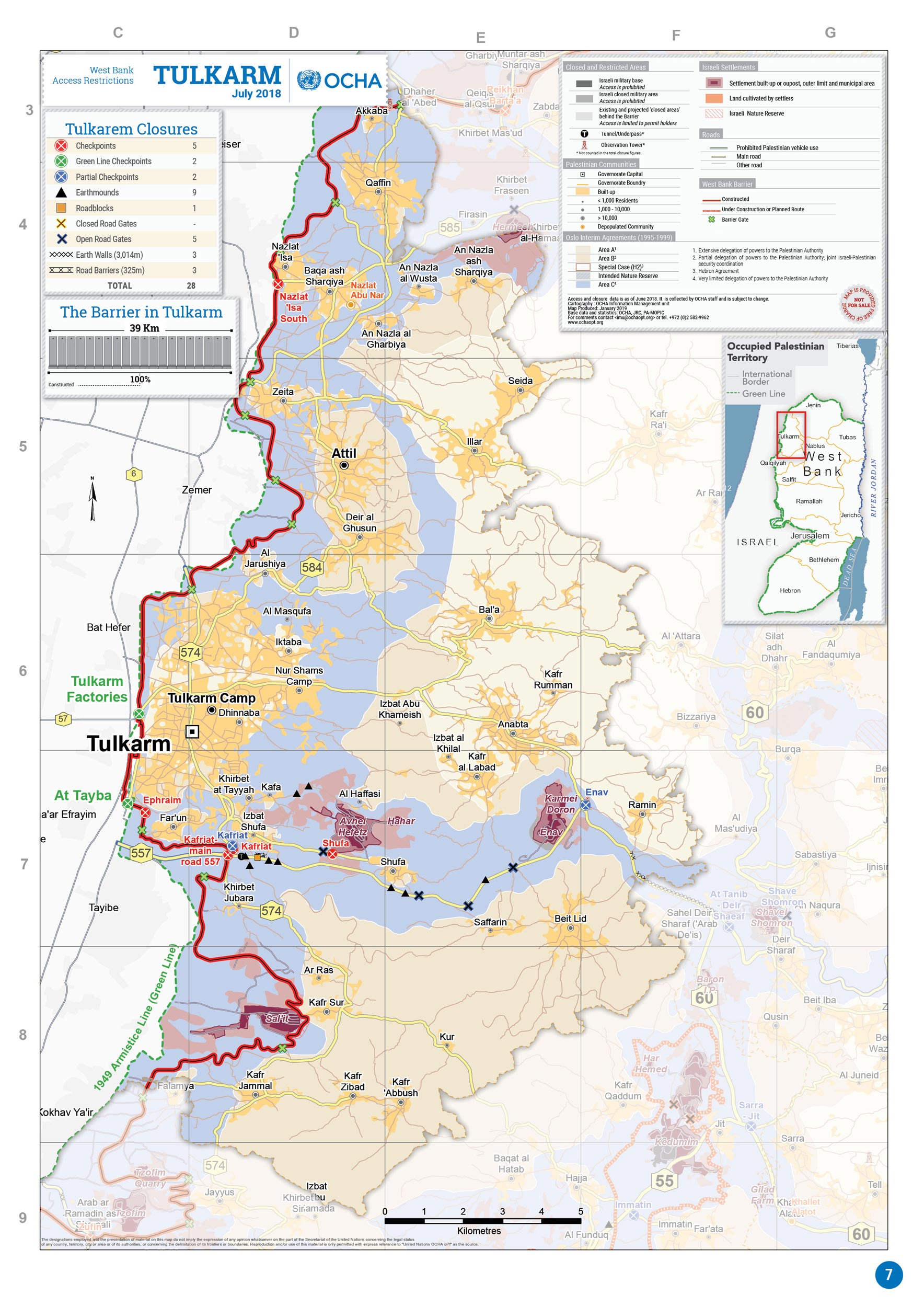
2018年聯合國人道事務協調廳繪製的图勒凯尔姆难民营以及周邊地圖

图勒凯尔姆难民营（阿拉伯语：مخيم طولكرم）是位于約旦河西岸地區圖勒凱爾姆以北的一个巴勒斯坦难民营，由聯合國近東巴勒斯坦難民救濟和工程處于1950年建立，面積0.18平方公里。 它是約旦河西岸地區第二大难民营，也是人口最稠密的难民营之一。 阿克萨群众起义期间，以色列國防軍進入该難民營。此後以色列國防軍仍然會進入該難民營逮捕群眾。图勒凯尔姆营地有四所由聯合國近東巴勒斯坦難民救濟和工程處建立的学校。 